# Symfonie nr. 1 (Vasks)
Pēteris Vasks voltooide zijn Symfonie nr. 1 "Balsis" in 1991.
Vasks schreef deze symfonie voor strijkorkest in de periode dat de Baltische staten zich onafhankelijker begonnen op te stellen binnen de Sovjet-Unie (1990-1991). Tanks van de dan net uit elkaar gevallen Sovjet-Unie kregen geen vrijde doorgang meer, toen de componist aan deel 1 bezig was.
Het werk kent een driedelige opzet:
1. Klusumna balsis (stemmen van stilte); het geeft de stemmingswisselingen weer binnen Letland, geboorteland van de componist; het wisselt van nerveus tot optimistisch;
2. Dzivibas balsis (stemmen van leven); een vertaling van de opwaartse manier van leven na een ontluikende wens tot onafhankelijkheid en de invulling daarvan, maar altijd met een onzekere toekomst;
3. Sirdsapzinas balss (stem van geweten); begint met unisonoklanken; volgens de componist een “retorische vraag” middels nerveuze klanken bij lange melodielijnen; volgens Bis Records een teken van verschil in tijdelijkheid en eeuwigheid.

Het werk ging op 28 september 1991 in première bij het Kamerorkest van Österbotten, de opdrachtgever, onder leiding van Juha Kangas, plaats van handeling was het Finse stadje Kokkola. Deze première vond plaats enkele dagen na de daadwerkelijke onafhankelijkheid van Letland. Volgens Schott Music, muziekuitgever van werken van Vasks, vonden sindsdien (na enige aarzeling; de tweede uitvoering zou in 1998 hebben plaatsgevonden) talloze uitvoeringen plaats, het ging daarbij de gehele wereld over. Een van die uitvoeringen vond plaats op 12 februari 2022 in Kiev, Oekraïne. Het Kamerorkest van Kiev speelde het werk onder leiding van Natalia Ponomarsjoek, enkele dagen voor de Russische invasie van Oekraïne.
Vasks schreef het werk voor strijkorkest opgebouwd uit 6 eerste violen, 5 tweede violen, 4 altviolen, 3 celli, 2 contrabassen of een dubbele bezetting daarvan. In 2022 zijn er meerdere opnames in omloop waaronder die van Bis Records, maar ook een opnamen verzorgd door Gidon Kremer met zijn Kremerata Baltica (opnamedatum onbekend).